# Tableau des médailles des Jeux olympiques d'été de 1948
Le tableau des médailles des Jeux olympiques d'été de 1948 est le classement des nations par nombre de médailles d'or remportées lors des Jeux de la XIVe Olympiade, qui se sont déroulés du 29 juillet au 14 août 1948 à Londres, au Royaume-Uni. 4 099 athlètes, dont 3 714 hommes et 385 femmes, représentant 59 nations ont participé à ces jeux, à travers 19 disciplines sportives.

## Tableau des médailles
Le tableau du classement des médailles par pays se base sur les informations fournies par le Comité international olympique (CIO) et est en concordance avec la convention du CIO relative aux classements des médailles. Par défaut, c'est le classement suivant le nombre de médailles d'or remportées par pays (à savoir une entité nationale représentée par un Comité national olympique) qui prévaut. A nombre égal de médaille d'or, c'est le nombre de médailles d'argent qui est pris en considération. A nombre égal de médaille d'argent, c'est le nombre de médailles de bronze qui départage deux nations. En cas d'égalité toutes médailles confondues, les nations occupent le même rang dans le classement et sont listées par ordre alphabétique de leur code pays.
- Pays organisateur (Londres, Grande-Bretagne)

| Rang  | Nation                                     | Or  | Argent | Bronze | Total |
| ----- | ------------------------------------------ | --- | ------ | ------ | ----- |
| 1     | États-Unis                                 | 38  | 27     | 19     | 84    |
| 2     | Suède                                      | 16  | 11     | 17     | 44    |
| 3     | France                                     | 10  | 6      | 13     | 29    |
| 4     | Hongrie                                    | 10  | 5      | 12     | 27    |
| 5     | Italie                                     | 8   | 11     | 8      | 27    |
| 6     | Finlande                                   | 8   | 7      | 5      | 20    |
| 7     | Turquie                                    | 6   | 4      | 2      | 12    |
| 8     | Tchécoslovaquie                            | 6   | 2      | 3      | 11    |
| 9     | Suisse                                     | 5   | 10     | 5      | 20    |
| 10    | Danemark                                   | 5   | 7      | 8      | 20    |
| 11    | Pays-Bas                                   | 5   | 2      | 9      | 16    |
| 12    | Grande-Bretagne                            | 3   | 14     | 6      | 23    |
| 13    | Argentine                                  | 3   | 3      | 1      | 7     |
| 14    | Australie                                  | 2   | 6      | 5      | 13    |
| 15    | Belgique                                   | 2   | 2      | 3      | 7     |
| 16    | Égypte                                     | 2   | 2      | 1      | 5     |
| 17    | Mexique                                    | 2   | 1      | 2      | 5     |
| 18    | Afrique du Sud                             | 2   | 1      | 1      | 4     |
| 19    | Norvège                                    | 1   | 3      | 3      | 7     |
| 20    | Jamaïque                                   | 1   | 2      | 0      | 3     |
| 21    | Autriche                                   | 1   | 0      | 3      | 4     |
| 22    | Inde                                       | 1   | 0      | 0      | 1     |
| 22    | Pérou                                      | 1   | 0      | 0      | 1     |
| 24    | Yougoslavie                                | 0   | 2      | 0      | 2     |
| 25    | Canada                                     | 0   | 1      | 2      | 3     |
| 26    | Portugal                                   | 0   | 1      | 1      | 2     |
| 26    | Uruguay                                    | 0   | 1      | 1      | 2     |
| 28    | Sri Lanka                                  | 0   | 1      | 0      | 1     |
| 28    | Cuba                                       | 0   | 1      | 0      | 1     |
| 28    | Espagne                                    | 0   | 1      | 0      | 1     |
| 28    | Modèle:TRI (1889-1958)-d Trinité-et-Tobago | 0   | 1      | 0      | 1     |
| 32    | Corée du Sud                               | 0   | 0      | 2      | 2     |
| 32    | Panama                                     | 0   | 0      | 2      | 2     |
| 34    | Brésil                                     | 0   | 0      | 1      | 1     |
| 34    | Iran                                       | 0   | 0      | 1      | 1     |
| 34    | Pologne                                    | 0   | 0      | 1      | 1     |
| 34    | Porto Rico                                 | 0   | 0      | 1      | 1     |
| Total | Total                                      | 138 | 135    | 138    | 411   |

Source : Site officiel du CIO